# Devnya (obchtina)
La commune de Devnya (en bulgare Община Девня - Obchtina Devnya) est située dans l'est de la Bulgarie.

## Géographie

### Géographie physique
La commune de Devnya est située dans l'est de la Bulgarie, à 410 km à l'est-nord-est de la capitale Sofia et à 25 km à l'ouest de Varna, chef-lieu de la région de même nom. Elle se trouve à l'extrémité ouest de la plaine littorale, à l'ouest des lacs de Varna.

### Géographie humaine
| 1934 | 1946 | 1956 | 1965 | 1975   | 1985   | 1992  | 2001  | 2005  |
| ---- | ---- | ---- | ---- | ------ | ------ | ----- | ----- | ----- |
| -    | -    | -    | -    | 13 138 | 10 153 | 9 390 | 9 683 | 9 018 |

| 2010  | - | - | - | - | - | - | - | - |
| ----- | - | - | - | - | - | - | - | - |
| 9 195 | - | - | - | - | - | - | - | - |

,

## Administration

### Structure administrative
La commune compte 1 ville et 2 villages :
| - ville de Devnya - village de Kipra - village de Padina |

## Culture

### Patrimoine historique
L'ancienne cité romaine de Marcianopolis se trouve sous l'actuel quartier de Réka Dévnia, à 2,55 km au nord-est du centre de la ville de Devnya.

## Galerie

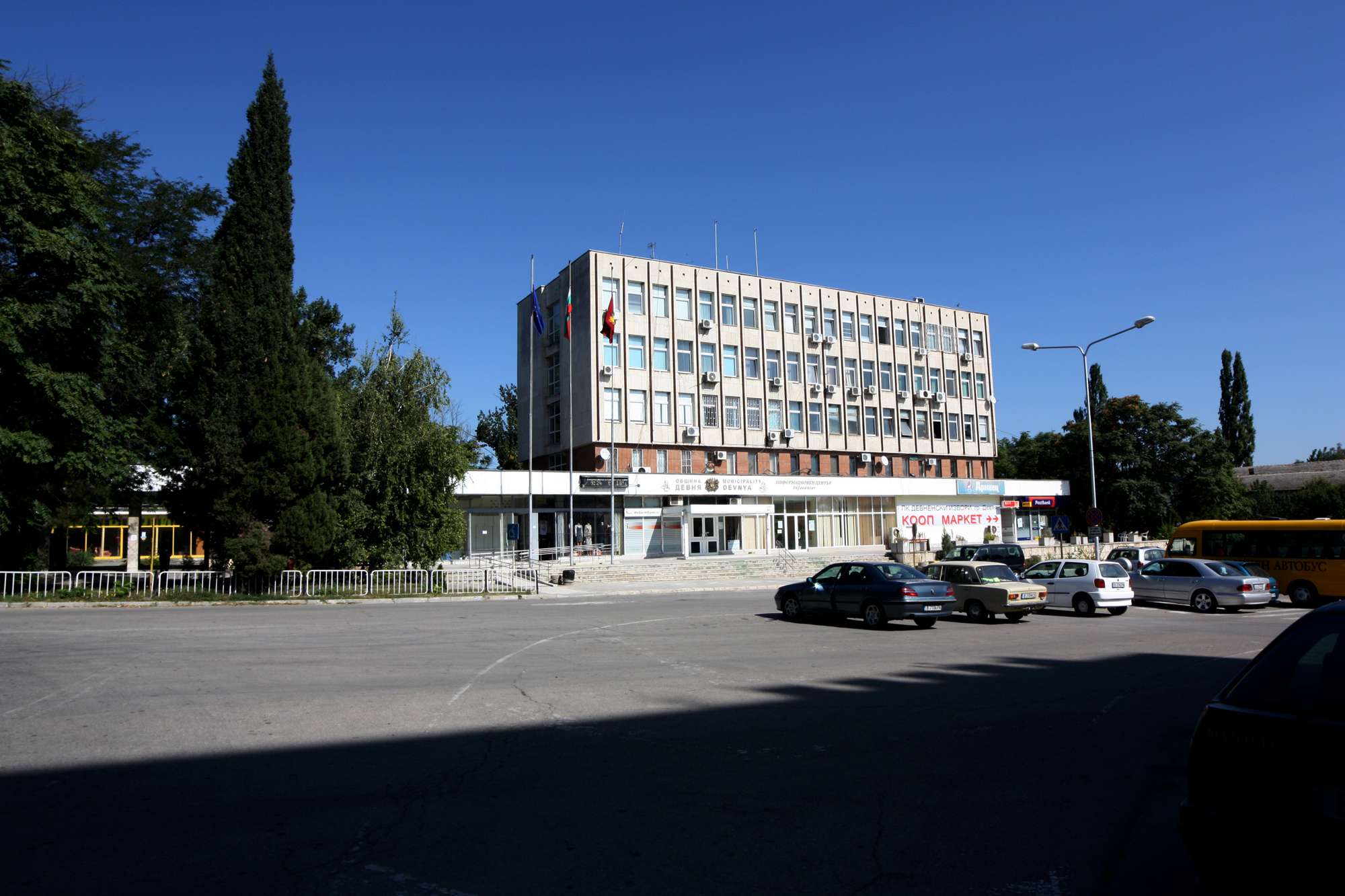
La mairie de Devnya
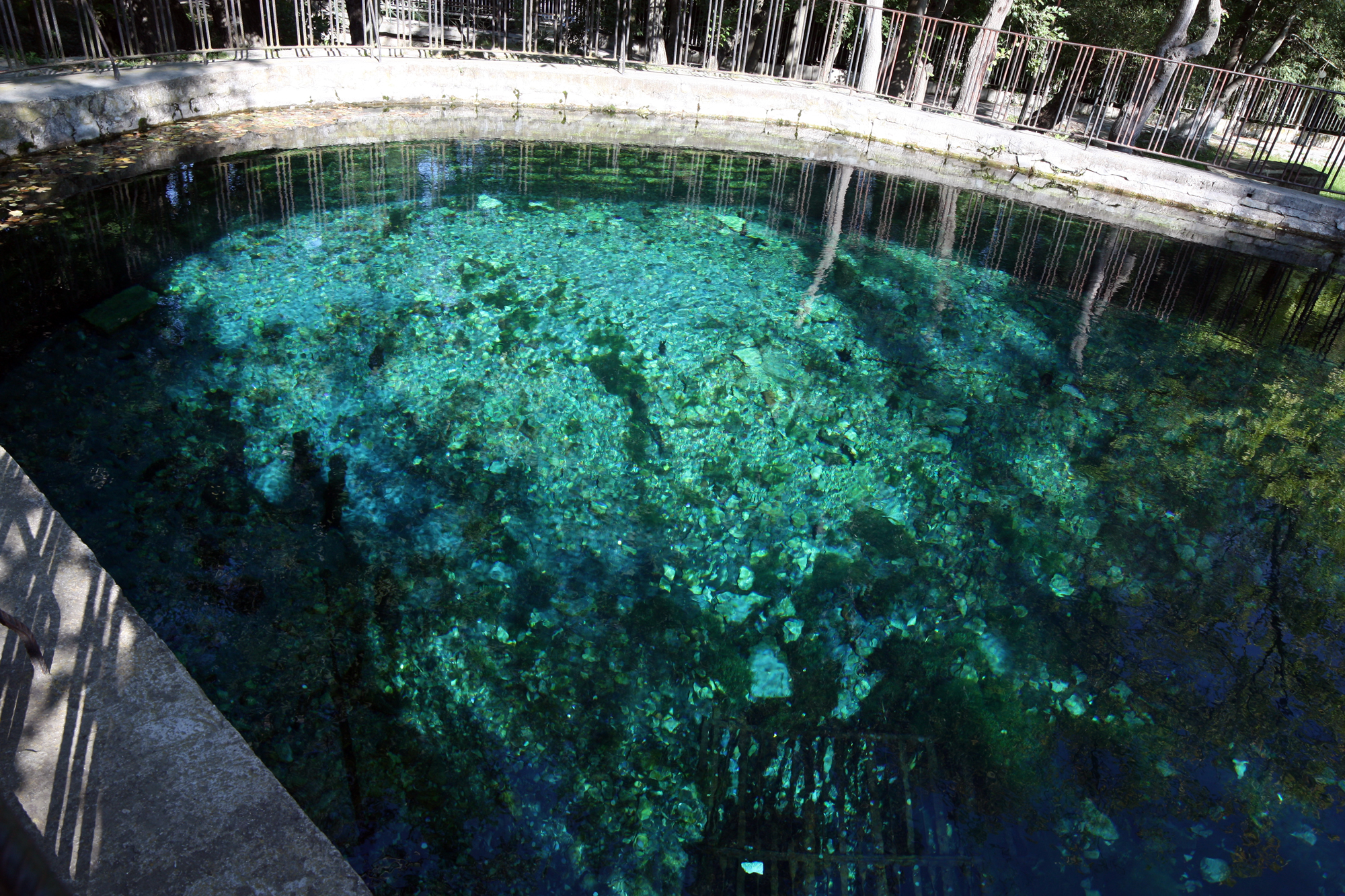
Source de la rivière Devnya, dans le quartier de Réka Dévnia
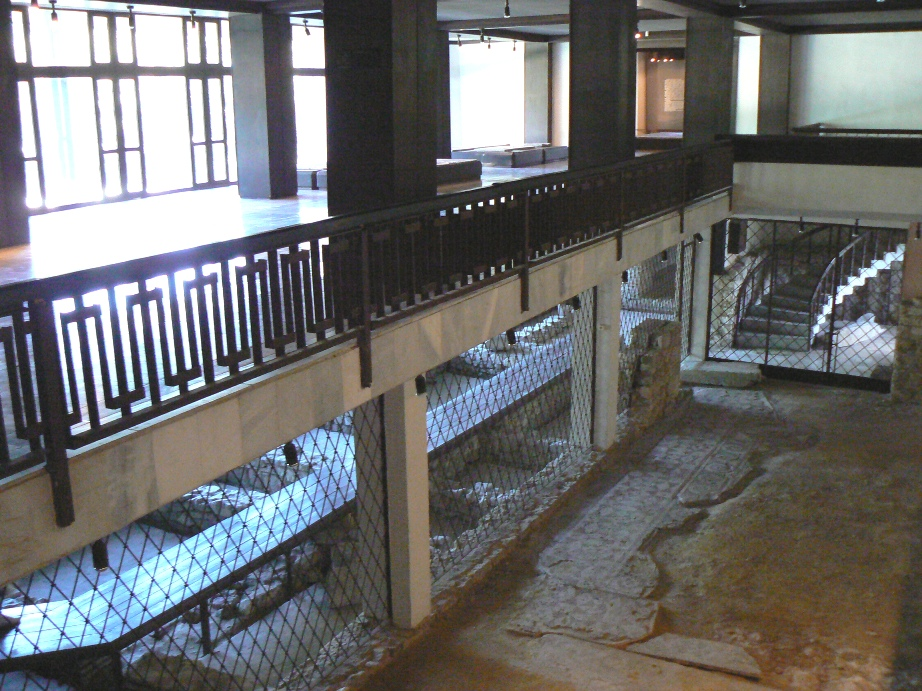
Le musée des mosaïques à Devnya
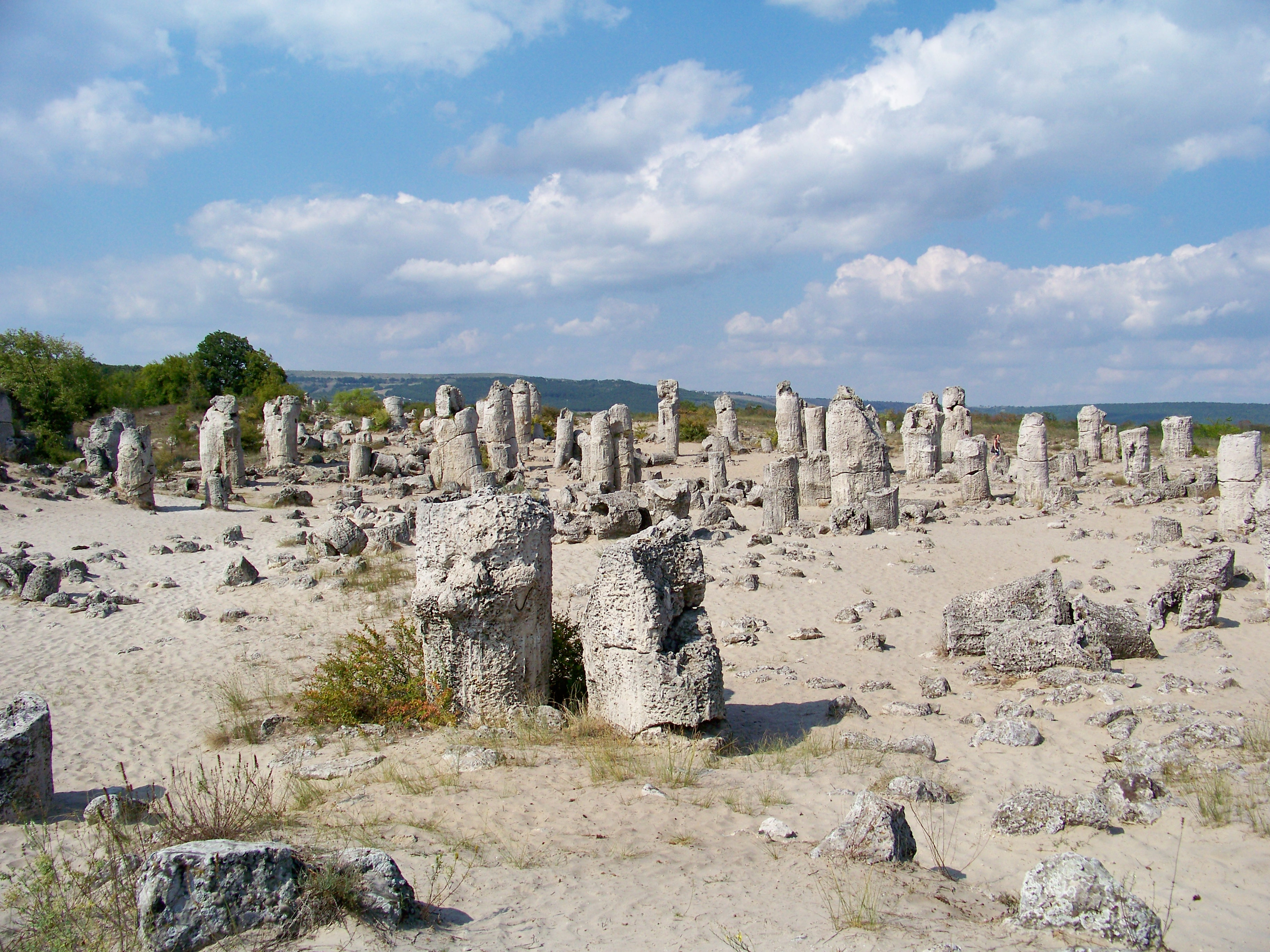
Le site des Probitité kamani (Les Pierres trouées), formation rocheuse naturelle sous forme de petites colonnes